# Nick Merico
Nick Merico (29 december 1995) is een Argentijnse acteur. Hij is vooral bekend door zijn rol als Daniel Miller in de televisieserie Verhekst!.

## Biografie
Nick werd geboren in Argentinië op 29 december 1995. Hij woont in Miami, Florida. Toen hij 11 was begon hij met zingen op zijn YouTube-account. Zijn eerste officiële lied is "If You Were My Girl". Hij zong ook twee van zijn nummers in de televisieserie Verhekst!, "Doesn't Matter Where You Are" en "It's Always You".

## Discografie
- 2014: If You Were My Girl

## Televisie
| Jaar      | Serie                              | Rol                | Opmerking               |
| --------- | ---------------------------------- | ------------------ | ----------------------- |
| 2011      | Los ángeles de Charlie             | jongen van 13 jaar | Gastrol                 |
| 2014-2015 | Verhekst!                          | Daniel Miller      | Hoofdrol                |
| 2015      | Talia in the Kitchen               | Daniel Miller      | Gastrol: 2 afleveringen |
| 2015      | De Hathaways: Een geestige familie | Antonio            | Gastrol: 1 aflevering   |